# Мземби, Уолтер
Уолтер Мземби (англ. Walter Mzembi; род. 16 марта 1964, Масвинго) — зимбабвийский государственный и политический деятель. Ранее занимал должности министра иностранных дел, министра туризма и индустрии гостеприимства страны. Был членом Палаты собрания от Южного Масвинго (ZANU-PF). 27 ноября 2017 года было объявлено, что Уолтер Мземби прекратил исполнять обязанности министра иностранных дел Зимбабве. В октябре 2020 года выяснилось, что Уолтер Мземби был среди тех, кто бежал в ЮАР от уголовного преследования.

## Ранний период жизни
Родился в семье матери матабеле и отца каланга-шона.

## Карьера
Когда 13 февраля 2009 года было приведено к присяге правительство национального единства ZANU-PF — «Движения за демократические перемены», Уолтер Мземби стал министром туризма. С 2007 года находится в санкционном списке Европейского союза.
Помог организовать проведение ЮНВТО в Зимбабве и Замбии в августе 2013 года. В 2017 году был кандидатом Африканского союза на должность Генерального секретаря Всемирной туристской организации в 2018—2021 годах.
19 ноября 2017 года был исключен из ZANU-PF центральным комитетом партии. Другие видные политики «Поколения 40», в том числе Грейс Мугабе, Сэвиор Касукувере, Патрик Жувао, Игнатиус Чомбо, Джонатан Мойо, Шадрек Машаямомбе, Махосини Хлонгване, Инносент Хамандише, Сэмюэл Унденге и Сара Махока, также были исключены из партии. Появился на запланированном заседании парламента 28 ноября 2017 года, где казался веселым и лояльным к новому руководству. Сначала подошел, чтобы поприветствовать первую леди Ауксилию Мнангагву, а затем обменялся рукопожатиями с несколькими другими депутатами.

## Обвинения в коррупции
5 января 2018 года был арестован и на следующий день предстал перед судом, где за него внесли залог. Однако, дело затянулось из-за адвокатов, ссылающихся на его плохое здоровье. При этом в видеоролике, распространенном в социальных сетях, был замечен в хорошей форме. Ему было предъявлено обвинение в нецелевом использовании ресурсов, предназначенных для туристической конференции в 2013 году. 12 октября 2020 года выяснилось, что он бежал в ЮАР до того, как его уголовное дело было расследовано, и что национальные прокуроры Зимбабве встретились с генеральным прокурором ЮАР Кумбираем Ходзи, чтобы добиться экстрадиции Уолтера Мземби и Сэвиора Касукувере по обвинению в коррупции. Однако, Кумбирай Ходзи колебался и потребовал, чтобы обвиняемых выдали на основе Приказа об экстрадиции 1990 года. Генеральный прокурор Зимбабве заявил, что Мземби и Касукуре «покинули страны до того, как судебные процессы над ними были завершены».